# مو ثو أونغ
مو ثو أونغ (من مواليد 10 يونيو 1981) سباحة بورمية سابقة ، تخصصت في سباقات السباحة الحرة والفراشة.  مثلت أونغ ميانمار في دورة الألعاب الأولمبية الصيفية لعام 2000 ، وحصلت على ما مجموعه عشر ميداليات (واحدة ذهبية ، وست فضية ، وثلاث برونزية) من جميع طبعات ألعاب جنوب شرق آسيا منذ عام 2001 ، وأصبحت فيما بعد أحد أفضل 8 المتأهلين للنهائي في سباق السباحة الحرة المزدوجة في  دورة الألعاب الآسيوية 2002.  خلال مسيرتها الرياضية ، سبحت وتدربت في نادي السباحة التابع لمدرسة MLC ، المعروف أيضًا باسم MLC Marlins ، تحت قيادة المدرب الأسترالي جون بلادون.[بحاجة لمصدر][بحاجة لمصدر]
تنافست أونج فقط في سباق 50 متر حرة سيدات في دورة الألعاب الأولمبية الصيفية لعام 2000 في سيدني.  حصلت على تذكرة من FINA ، في إطار برنامج عالمي ، دون أن تقابل موعدًا للدخول.  شاركت في السباق الأول ضد اثنين من السباحين الآخرين ، فاطمة حميد جراشي من البحرين البالغة من العمر 12 عامًا وبولا باريلا بولوبا من غينيا الاستوائية.  ابتعد أونغ عن ميدان صغير إلى انتصار غير متوقع في رقم قياسي بورمي جديد يبلغ 26.80 ، متقدمًا على مسافة أبعد من جيراشي ، الذي تم استبعاده لاحقًا من السباق بسبب محاولة عدم بدء السباق الخاطئ ، وبولوبا ، الذي سجل أبطأ وقت في الحدث.  في التاريخ الأولمبي (1: 03.97).  لم تكن مكافأة أونغ المفاجئة كافية لتأهلها إلى الدور نصف النهائي ، حيث احتلت المرتبة التاسعة والثلاثين من إجمالي 74 سباحًا في المقدمة.
في دورة ألعاب جنوب شرق آسيا لعام 2001 في كوالالمبور ، ماليزيا ، تفوقت أونغ على جوسلين يو المفضلة لسنغافورة بسبع أجزاء من الثانية (0.07) لتفوز بلقب السباحة الحرة لمسافة 50 مترًا في 26.34 ، مما أضافها إلى ميداليتين فضيتين أخريين من أجهزتها في  100 م حرة (57.61) و 100 م فراشة (1: 01.76). في دورة الألعاب الآسيوية لعام 2002 في بوسان ، كوريا الجنوبية ، فشلت أونغ في تحقيق الميدالية في أي من أحداثها الفردية ، حيث احتلت المركز السابع في كل من سباقات 50 متر سباحة حرة (26.72) وسباق 100 متر سباحة حرة (58.01).